# Fourcross
Fourcross (také Four Cross, Biker Cross, 4X, Bicycle Four Cross, Bicycle Super Cross) je jedna z novějších cyklistických disciplín. Tratě jsou obvykle dlouhé 150 až 600 metrů a jsou podobné jako tratě pro klasické BMX neboli takzvané bikrosové tratě, ale vedou pouze z kopce. Zahrnují klopené zatáčky, skoky, boule ad. Závody na nich jsou ještě rychlejší a nebezpečnější než na BMX tratích.
V závodě se obvykle jedné jízdy účastní čtyři jezdci současně a využívají vlastností terénu, aby získali před soupeři náskok. Závody tak často bývají součástí závodů ve sjezdu – obojí vyžaduje kombinaci rychlé jízdy, dobrého ovládání kola a sebevědomí. Obě disciplíny spravuje Mezinárodní cyklistická unie (UCI). Fourcross je skládán z pump tracku, downhillu, freeride a lesní pasáže.
Základem pro vítězství je nejrychlejší start z brány, protože na většině tratí se těžce předjíždí. Jedinou možností je čekat na soupeřovu chybu nebo najít lepší stopu v zatáčce.
Soutěží se vyřazovacím systémem. Pokud jsou čtyři startující, dva nejrychlejší (jinak rychlejší polovina účastníků) postupují do dalšího kola.